# Neohipparchus hypoleuca
Neohipparchus hypoleuca là một loài bướm đêm trong họ Geometridae.